# Психоделични тренс
Психоделичан транс (енгл. Psychedelic trance, изговор: сајкиделик тренс); Сајтренс (Psytrance); Сај (Psy), у српском језику неретко само психоделија, је подврста транс музике. За разлику од тренса, психоделичан транс је мање мелодичан и поседује елементе психоделије. Такође има јаку бас линију која се протеже кроз целу песму и коју преклапају ритмови бубњева и синтисајзера. Музика је брза, од 120 до 150 bpm (откуцаја/удара по минути) а траке обично трају 8-12 минута. Ова музика се крајем 1990-их година развила из сличног гоа тренса и те две врсте тренса се пуштају на рејв журкама.

## Историја
Први хипици који су стигли у Гоу, Индија су дошли овде из више разлога: прелепе плаже, ниски трошкови живота, пријатељски расположено локално становништво, религиозни и духовни Хинду обреди и веома доступан индијски хашиш, који је до половине седамдесетих био легалан.
Један од првих придошлих био је хипик познат по надимку "Eight Finger Eddie", и управо он и његови пријатељи су организовали прве „Гоа журке“. У то време, журке су се састојале само од групице пријатеља поређаних око логорске ватре на плажи уз акустичну гитару и плес уз коришћење халуциногених дрога.
Током седамдесетих први Гоа ди-џејеви су пуштали музику психоделичних рок бендова као што су Лед цепелин, Грејтфул дед, Пинк флојд и Дорси. Године 1979. зачеци електро музике су се могли приметити у Гои у виду песама састава Крафтверк, али тек 1983. су ди-џејеви Laurent и Фред Диско, тесно повезани са Goa Gil-ом, почели да уводе Гоа стил у електронску музику, и ово се ширило Европом у виду састава Њу ордер, Фронтлајн асембли, Фронт 242, и многих других.
Траке су биле ремиксоване, без текста, са „уврнутим“ мелодијама, и уопштено, звук је био коришћен и са њиме се експлоатисало на све могуће начине све док траке нису коначно представљене као комплетни Гоа-миксеви. Већ до 1985, сва Гоа музика је била електронске форме. Било је немогуће набавити овакву музику у продавницама; чак и данас се продаја дискова музике психоделичног тренса не обавља толико у продавницама колико преко Интернетa. Вероватно прва комерцијално издата гоа тренс трака је настала 1988. и везује се за извођача KLF, а трака се звала "What Time Is Love". Међутим, у то време је гоа тренс музика већ била креирана од стране пионира као што су The Orb, Juno Reactor, Eat Static и такође The Infinity Project.
До краја 1992. гоа тренс сцена је већ функционисала самостално, иако термин „гоа тренс“ није званично употребљаван све до 1994. Нови извођачи су се појављивали широм света и већ ове године су настали први гоа тренс фестивали, укључујући и Gaia фестивал у Француској и светски познат VooV фестивал у Немачкој, који се и даље одржава.
Године 1993. је издат први албум на коме је био заступљен искључиво гоа тренс: Project 2 Trance, на коме су се налазиле траке извођача као што су Man With No Name и Hallucinogen. Гоа тренс је достигао свој комерцијални врхунац између 1996. и 1997, уз пристојну пажњу медија и нека велика имена ди-џеј сцене која су приступила покрету. Ова „грозница“ није дуго трајала и чим је медијска пажња опала, исто се десило и са продајом музике, што је за последицу имало крах издавачких кућа, промотерских мрежа, као и неких извођача. Ова „комерцијална смрт гоа тренса“ је обележена издавањем компилације Let it RIP.
Израел је такође имао улогу у развоју ове музике. Све до 1988. границе Индије су биле затворене за Израелце. Када су на крају постале отворене, велики број Израелаца је отпутовао у Индију након завршетка служења обавезног војног рока у потрази за јефтиним, мирним местом за опуштање. Када су се вратили у Израел и са собом понели музику и дрогу, деведесетих су почела прва психоделична "full moon" окупљања на израелским плажама. Ова музика није била толико мрачна као модеран мрачни психоделични транс (мрачан психоделичан транс - dark psy), али се разликовала од музике доступне широј јавности.
Велика количина Гоа музике која је придошла у Израел и била пуштана у клубовима послужила је као инспирација новим генерацијама Израелаца, од којих су најпознатији Инфектед машрум. Остали добро познати извођачи су Intense Sanity, Astral Projection, IMIX, Elec3, Alchemix и 1200 Micrograms.
Међутим, властима и полицији се нису свидела ова психоделична окупљања и, уз толико велику могућност интервенције полиције на истим, фанови ове музике су морали да смисле нови начин да се максимално забаве на целом догађају до његовог самог краја. Настао је Ницхонот (Nitzhonot), што значи „победнички транс“. Он је био једноставан, брз, и извођен је у кратким интензивним сетовима; ово је омогућило посетиоцима журки константно јако искуство од почетка до самог краја журке.
Године 1996. промене у музици су биле толико велике да термин гоа тренс већ увелико није био одговарајући, тако да је нови термин психоделични тренс, или сајтренс, скован како би означавао овај музички правац. Вишеслојне мелодије гоа тренса су биле замењене нешто мрачнијим и понављајућим обликом музике, који је акценат давао ритму. Обележје ове промене би могао бити албум Radio, издат 1998. године од стране групе X-Dream.
Године 2002, је мелодија поново постала популарна, обележавајући зачетак фул-он психоделичног тренса (full-on psytrance).

## Подела психоделичног тренса по жанровима
Тренутно постоји подела психоделичног тренса на већи број поджанрова, као што су:
- (спорији и лаганији)
- (мелодичнији и нешто бржи)
- (мрачнији и веома брз)

Такође се горе наведеном може додати и
- (најспорији; музика за опуштање)

Неопходно је рећи да су наведени жанрови веома слични један другом, као што је, уосталом, случај и са свим другим жанровима електронске музике, као и да различите групе људи могу имати различита схватања и поделе овог жанра музике. Ово се посебно може рећи за психоделичан транс, који је управо и најразгранатији жанр електронске музике.

## Жанрови психоделичног тренса

### Прогресивни психоделични тренс
Најмирнији и најопуштенији жанр психоделичног тренса. Види:
Прогресивни психоделични тренс

### Мелодични психоделични тренс (Фул-Он)
Нешто бржи и „тежи“. Види:
Фул он психоделични тренс

### Мрачни психоделични тренс
Најбржи и најтежи жанр. Види:
Мрачни психоделични тренс

## Разлике између психоделичног и гоа тренса
Основне карактеристике гоа тренса и психоделичног тренса се подударају. Користи се иста опрема да би се музика направила, журке се спроводе по сличним принципима, поклоници оба жанра се називају тренсерима (енгл. trancers), сами поклоници се одликују истим стилом облачења, који се састоји из одеће јарких боја, неретко украшене знаком ॐ итд.
Основна разлика ова два жанра, као што само име каже, је што се код психоделичног тренса користе психоделични мотиви, док се код гоа тренса више пажње поклања ритму и плесу.

## Фестивали психоделичног тренса
Највећа PsyTrance дешавања у свету су:
- Full Moon - Немачка
- Gathering - Португал
- Sonica - Италија
- VuuV - Немачка
- Boom - Португал
- Vision Quest - Јапан
- Transylvania Calling - Румунија
- XXXPerience - Бразил
- Ozora - Мађарска
- Burning Man-SAD
- Psy-fi-Холандија

## Значајни извођачи
- Ace Ventura
- Absolum
- Alien Project
- Altom
- Ananda Shake
- Astral Projection
- Astrix
- Atmos
- Aphid Moon
- Аtomic Pulse
- Azax Syndrom - Израел
- Burn in Noise
- Bamboo Forest
- Beat Hackers
- Bizzare Contact - Израел
- Black&White
- Blanka * Bliss
- Cosma
- California Sunshine
- Cosmosis
- Cosmic Tone
- Cyrus the Virus
- Dark Nebula
- Deedrah(Dado)
- Dino Psaras - Уједињено Краљевство
- Domestic - Израел
- Doof * Dynamic
- Eat Static * Electric Universe
- Eskimo * Ephedrix * Element * Fatali * Freeze * Fungus Funk * Freaked Frequency * Faders
- Ganjasonic * Gataka
- GMS
- Goa Gil
- Hallucinogen
- Hux Flux
- Hypnosis
- Hujaboy *HyperFrequencies
- Infected Mushroom * Infinity Project
- Invisible Reality
- InterSys
- Indra * Intergalactic
- Jaia
- Juno Reactor * Joti Sidhu * James Monroe4D
- Kindzadza
- Killerwatts (Tristan & Avalon)
- Koxbox-Ibiza
- Kailum
- Lish
- Loud
- Liquid Soul
- Logic Bomb
- Man With No Name
- Melicia
- MexicanTranceMafia
- Mark Allen * Midi Miliz
- MFG
- Mystical Complex
- Magneto
- Neuromotor
- Nomad
- Neo Genetic
- Neelix
- Oforia
- Ovnimoon
- Outer Signal
- Orion * Onyx * Orianis
- Paranormal Attack
- Parasense
- Penta
- Perplex
- Pixel
- Power Source
- Protoculture
- Psysex
- Psycraft
- Panayota
- Raja Ram
- Ritmo
- Rastalienz
- Rinkadink
- Sesto Sento
- Shakta
- Shanti Matkin - Ибиза, Шпанија
- Shiva(DJ Jorg)
- Silicon Sound
- Sirius Isness
- Skazi
- Son Kite
- Space Buddha
- Space Cat
- Space Tribe
- SUN Project
- Syn Sun
- Suria
- S-Range
- Talamasca * Tube
- Ticon
- Transdriver
- Tristan
- Technodrome
- Total Eclipse
- Tsuyoshi Suzuki
- Tryambaka
- U-Recken
- Ultravoice
- Vibe Tribe
- Vibrasphere
- Void
- Violet Vision
- Visual Paradox * Volcano
- Wizard Lizard
- Wizzy Noise
- Wrecked Machines
- Winter Demon
- Waio
- Quantum
- Quadra * X-Side
- X-dream
- Xenomorph
- Xerox&Illumination
- X-Noize * XSI
- Yahel
- Yumade
- Zorba
- Ziki
- Zen Mechanics * Zetan Spore